# Chapter One 〜Complete Collection〜
『Chapter One 〜Complete Collection〜』（チャプター・ワン 〜コンプリート・コレクション〜）は、安良城紅のベストアルバムである。

## 概要
- avex、そして本名名義最後の作品。
- DVD付き盤とCDのみの通常盤の2種類がある。
- 初回限定盤のDVDには8曲のミュージッククリップと2007年7月29日に東京・恵比寿Liquid Roomで行われた初のワンマンライブのダイジェスト（約40分）を収録。
- 新曲3曲収録。

## 収録内容

### CD
1. Harmony
  - 作詞：JUSME／作曲：MONK／編曲：SMURF
  - 1stシングル。EX金曜ナイトドラマ「霊感バスガイド事件簿」主題歌。
2. Infinite...
  - 作詞：JUSME／作曲：TAKADA JUNPEI／編曲：CMJK
  - 2ndシングル。TBS「CDTV」10月度OPテーマ。
3. Here alone
  - 作詞：JUSME／作曲・編曲：朝本浩文
  - 3rdシングル。EX開局45周年記念木曜ドラマ「松本清張 黒革の手帖」EDテーマ（米倉涼子主演）。
4. Miracle
  - 作詞：JUSME／作曲・編曲：朝本浩文
  - 4thシングル。CX「奇跡体験!アンビリバボー」EDテーマ。
5. Give me up
  - 作詞：Michel Nigro Pierre／作曲：Mario Guiseppe Nigro／編曲：上野圭市
  - 2005年アルバム「Beni」のCD版ボーナストラックである。「TDK」CMソング。
6. 光の数だけグラマラス
  - 作詞：JUSME／作曲・編曲：福富幸宏
  - 5thシングル。コーセー「VISEE」CMソング。2連続本人CM出演の第1作目。
7. THE POWER
  - 作詞・作曲・編曲：CMJK
  - 5thシングル「光の数だけグラマラス」のカップリング。NFL TOKYO 2005 イメージソング。
8. CALL ME, BEEP ME! (Exclusive version)
  - 作詞・作曲：Cory Lerious・George Gabriel／編曲：CMJK
  - 5thシングル「光の数だけグラマラス」のカップリング。「キム・ポッシブル」（ディズニーチャンネル・テレビ東京「ディズニータイムオープニングテーマ。クリスティーナ・ミリアンの外国版のカバー曲。
9. Cherish
  - 作詞：Makoto ATOZI／作曲：江上浩太郎／編曲：CMJK
  - 6thシングル。NTV「音楽戦士 MUSIC FIGHTER」POWER PLAY、名鉄空港特急「ミュースカイ」CMソング。
10. GOAL
  - 作詞：JUSME／作曲：大谷靖夫／編曲：CMJK
  - 6thシングル「Cherish」のカップリング。テレビ東京アニメ「アイシールド21」エンディングテーマ。
11. FLASH FLASH feat. KOHEI JAPAN
  - 作詞・作曲・編曲：CMJK
  - 2005年9月21日にiTunes Storeでリリースしたデジタルダウンロードシングル。コーセー「VISEE」CMソング。2連続本人CM出演の第2作目。2006年アルバム「Girl 2 Lady」のCD版ボーナストラックである。そのアルバムにある曲「FLASH」は英語バージョン。
12. How Are U?
  - 作詞：Kenn Kato／作曲・編曲：YANAGIMAN
  - 7thシングル。サークルKサンクス「THINK BODY PROJECT」CMソング、オリオンビール「サザンスター」2006年秋CMソング（4連続本人CM出演の第1作目）、NHK教育「新感覚☆キーワードで英会話」エンディングテーマ。
13. Luna
  - 作詞：MCレンジ・YANAGIMAN／作曲：南俊介／編曲：CMJK
  - 8thシングル。EX金曜ドラマ「松本清張・最終章 わるいやつら」主題歌（米倉涼子主演）、レディースアパレルブランド「CECIL McBEE（セシルマクビー）」とプロモーションタイアップ。
14. Southern Star
  - 作詞：藤林聖子／作曲・編曲：CMJK
  - 新曲。オリオンビール「サザンスター」・2007年秋 - 2009年 CMソング。4連続本人CM出演の第3作目。
15. Mellow Parade
  - 作詞：藤林聖子／作曲・編曲：CMJK
  - 新曲。本人出演映画「ブラブラバンバン」主題歌。
16. BIG BANG
  - 作詞：CMJK・安良城紅／作曲・編曲：CMJK
  - 新曲。第62回「毎日甲子園ボウル」番組テーマソング。

### DVD

#### ミュージック・ビデオ
1. Harmony
2. Infinite...
3. Here alone
4. Miracle
5. 光の数だけグラマラス
6. Cherish
7. How Are U?
8. Luna

#### ライブダイジェスト
1. BAD GIRL
2. 光の数だけグラマラス
3. Eternal flame
4. Gems
5. Luna
6. Infinite...
7. Here Alone
8. How Are U?
9. Give me up